# Raión de Shyshaky
Shyshaky (en ucraniano: Шишацький район) fue un raión o distrito de Ucrania en el óblast de Poltava. En la reforma territorial de 2020, su territorio fue incluido en el raión de Mýrhorod.
Comprendía una superficie de 790 km².
La capital era el asentamiento de tipo urbano de Shyshaky.

## Demografía
Según estimación 2010 contaba con una población total de 21743 habitantes.

## Otros datos
El código KOATUU es 5325700000. El código postal 38000 y el prefijo telefónico +380 5352.